# Pseudechinus
Pseudechinus is een geslacht van zee-egels uit de familie Temnopleuridae.

## Soorten
- Pseudechinus albocinctus (Hutton, 1872)
- Pseudechinus flemingi Fell, 1958
- Pseudechinus grossularia (Studer, 1880)
- Pseudechinus hesperus H.L. Clark, 1938
- Pseudechinus huttoni Benham, 1908
- Pseudechinus magellanicus (Philippi, 1857)
- Pseudechinus marionis (Mortensen, 1936)
- Pseudechinus notius (H.L. Clark, 1916)
- Pseudechinus novaezealandiae (Mortensen, 1921)
- Pseudechinus sanctipauli Dollfus, 1946
- Pseudechinus variegatus Mortensen, 1921